# Р
Р, р e буква от кирилицата. Обозначава беззвучната венечната трептяща съгласна /r/. Присъства във всички славянски кирилски азбуки (17-а в българската, 18-а в руската и беларуската, 20-а в сръбската и 21-ва в украинската и македонската). Използва се също така и в някои от азбуките на народите от бившия СССР. В старобългарската азбука има название рьци, съответно в църковнославянска — рцы. В глаголицата се изписва така , а в кирилицата — Р. И в двете азбуки има цифрова стойност 100. Произлиза от гръцката буква Ро ρ. Не трябва да се бърка с латинската буква Р, която обозначава звука /p/.